# Зиновьев, Василий Павлович
Василий Павлович Зиновьев (род. 1 сентября 1949, Новиково, Томская область) — советский и российский историк, специалист по социально-экономической истории Сибири, общественным движениям в России, международным отношениям на постсоветском пространстве, историографии и источниковедению. Доктор исторических наук (1992), профессор.

## Биография
Родился 1 сентября 1949 года в селе Новиково Томской области в семье колхозников.
После окончания средней школы в 1966 году поступил на историко-филологический факультет Томского государственного университета (ТГУ). В 1971 году окончил университет по специальности «История», получив квалификацию «историк, преподаватель истории и обществоведения».
В 1971—1997 годах работал в проблемной научно-исследовательской лаборатории истории, археологии и этнографии Сибири Томского государственного университета, где прошёл путь от старшего лаборанта до главного научного сотрудника.
В 1977 году в Томском государственном университете защитил диссертацию на соискание учёной степени кандидата исторических наук по теме «Формирование горнорабочих Сибири в период империализма (1895—1917)» под научным руководством профессора Н. В. Блинова.
В 1988—1991 годах был членом КПСС.
Также в Томском государственном университете в 1992 году защитил диссертацию на соискание учёной степени доктора исторических наук по теме «Рабочее движение в Сибири в мануфактурный период». В 1998 году присвоено учёное звание профессора.
С 1993 года — старший преподаватель, а с 1995 года — профессор кафедры современной отечественной истории ТГУ. В 1997 году стал заместителем заведующего кафедрой теории международных отношений и организации внешнеполитической деятельности. Наконец, с 1 сентября 2002 года по февраль 2019 года — заведующий кафедрой отечественной истории исторического факультета ТГУ.
В 2002 году стал академическим директором Томского межрегионального института общественных наук (МИОН).
С 2004 года по 30 апреля 2017 года — одновременно декан исторического факультета Томского государственного университета.
С 2019 года — профессор кафедры российской истории факультета исторических и политических наук ТГУ.

## Научно-преподавательская деятельность
Является одним из крупнейших специалистов по социально-экономической истории, а также историографии и источниковедению Сибири. Помимо этого в круг его научных интересов входит история общественных отношений в России и международные отношения на постсоветском пространстве. В начале своего научного пути занимался изучением истории рабочих Сибири второй половины XIX — начала XX веков, в частности — исследованием истории горной промышленности Сибири. Эти наработки легли в основу его кандидатской диссертации.
После этого продолжил заниматься историей рабочего движения в Сибири, выделив в нём три этапа: борьба предпролетариата, борьба мануфактурного пролетариата и борьба пролетариата машинной индустрии. Помимо этого выделил восемь этапов индустриального развития Сибири с XVII века до настоящего времени. В постсоветский период помимо изучение проблем социально-экономического развития Сибири занимался исследованиями этнических аспектов истории Сибири, различных общественных движений, сибирского купечества, международных связей Сибири.
Является ответственным редактором и членом редколлегий ряда книг, сборников научных и научно-популярных статей и учебных пособий. Инициировал и осуществлял научное руководство многими научными проектами по истории Сибири.
Под его руководством были подготовлены и успешно защищены 14 докторских и 21 кандидатская диссертация. Неоднократно выступал в качестве официального оппонента при защите диссертаций. Автор более 400 научных работ и более 20 учебных и учебно-методических пособий. Входит в редакционную коллегию ряда научных журналов, входящих в перечень ВАК.
С 2013 по 2020 год — председатель докторского диссертационного совета (отечественная история, всеобщая история, историография, источниковедение и методы исторического исследования) в ТГУ, в котором работал в разных качествах с 1987 года. Помимо этого является членом докторского диссертационного совета в Алтайском государственном университете.
В качестве преподавателя читает курсы «Страны СНГ и Балтии», «Историография отечественной истории», «История государственных учреждений России», «История России», «История внешней политики России» и многие другие.

## Семья
Женат, супруга — Валентина Ивановна (род. 1949), кандидат исторических наук. Дочь Елизавета (1973—2010) также кандидат исторических наук, сын Павел (род. 1978) — системный администратор.

## Награды
- Премия Томской области в области образования, науки, здравоохранения и культуры: 2009
- Медаль «За заслуги перед Томским государственным университетом»: 1998
- Премия Томского государственного университета: 1979, 1989

## Научные труды

### Диссертации
- Зиновьев В. П. Формирование горнорабочих Сибири в период империализма (1895—1917 гг.): Дис. … канд. ист. наук / Томский гос. ун-т — Томск, 1977—261 с.
- Зиновьев В. П. Рабочее движение в Сибири в мануфактурный период: Дис. … докт. ист. наук / Томский гос. ун-т — Томск, 1992—461 с.

### Монографии
- Зиновьев В. П., Блинов Н. В., Зольников Д. М., Плотников А. Е., Толочко А. П., Скубневский В. А. Стачечная борьба рабочих Сибири в период империализма: хроника, статистика, историография. Томск, 1978. 322 с.
- Зиновьев В. П. и др. Рабочий класс Сибири в дооктябрьский период. Новосибирск, 1982. 459 с.
- Зиновьев В. П., Блинов Н. В., Большаков В. Н., Курусканов П. З., Бузанова В. А. Рабочее движение в Сибири: историография, источники, хроника, статистика. Том 1. XVII в. — 1904 г. Томск, 1988. 374 с.
- Зиновьев В. П. и др. Рабочее движение в Сибири: историография, источники, хроника, статистика. Том 2. 1905 — июнь 1907 г. Томск, 1990. 376 с.
- Зиновьев В. П. и др. Рабочее движение в Сибири: историография, источники, хроника, статистика. Том 3. Июнь 1907 — февраль 1917 г. Томск, 1991. 344 с.
- Зиновьев В. П. и др. Томская область. Исторический очерк. Томск, 1994. 684 с.
- Зиновьев В. П., Дмитриенко Н. М., Коновалов П. С. Яйский лесопромышленный (история акционерного общества «Яялес»). Томск, 1995. 312 с.
- Зиновьев В. П., Толочко А. П., Плотников А. Е., Родионов Ю. П. Хроника общественного движения в Сибири 1895 — февраль 1917 гг. Книга 1. Общественное движение в Омске 1895 — февраль 1917 гг. Томск, 1996. 171 с.
- Зиновьев В. П., Андрющенко Б. К., Зыкова В. Г., Коновалов П. С. История Северска. Томск, 1999. 257 с.
- Зиновьев В. П. и др. История дорожного дела в Томской области. Томск, 1999. 284 с.
- Зиновьев В. П. и др. Томск. История города от основания до наших дней. Томск, 1999. 432 с.
- Зиновьев В. П., Яковлев Я. А., Бузанова В. А., Зыкова В. Г. Средний Васюган — 300 лет. Исторический очерк. Томск, 2000. 112 с.
- Зиновьев В. П. и др. Мариинский ликёро-водочный завод. 1902—2002. Томск, 2002. 284 с.
- Зиновьев В. П. и др. Сибирь в контексте мировой культуры. Опыт самоописания. Томск, 2003. 216 с.
- Зиновьев В. П. и др. Томская ГРЭС-2. 60 лет, 1945—2005 гг. Томск, 2005. 200 с.
- Зиновьев В. П., Старцев А. В., Скубневский В. А., Дмитриенко Н. М., Разумов О. Н. Деловая элита старой Сибири. Новосибирск, 2005. 258 с.
- Зиновьев В. П. и др. Сибирь в составе Российской империи. Москва, 2007. 368 с.
- Зиновьев В. П. Индустриальные кадры старой Сибири. Томск, 2007. 255 с.
- Зиновьев В. П. Очерки социальной истории индустриальной Сибири. XIX — начало XX вв. Томск, 2009. 336 с.
- Зиновьев В. П. Экономическое положение горнорабочих Сибири в конце XIX — начале XX века. Истоки социальной идентичности. Томск, 2016. 260 с.
- Зиновьев В. П. и др. Исторические исследования в Томском университете в постсоветский период. 1991—2017 гг. Томск, 2017. 280 с.
- Зиновьев В. П. и др. Очерки истории освоения и изучения Северной Азии. Томск, 2019. 340 с.
- Зиновьев В. П. Не подводя итогов. Томск, 2019. 161 с.

### Справочная и энциклопедическая литература
- Зиновьев В. П., Андрющенко Б. К., Скубневский В. А., Старцев А. В. Сибирская торговля в XIX — начале XX века: библиографический указатель отечественной литературы. Томск, 1994. 128 с.
- Зиновьев В. П. и др. Краткая энциклопедия по истории купечества и коммерции Сибири. Том 1. Книга 1. Новосибирск, 1994. 170 с.
- Зиновьев В. П. и др. Краткая энциклопедия по истории купечества и коммерции Сибири. Том 1. Книга 2. Новосибирск, 1994. 167 с.
- Зиновьев В. П. и др. Краткая энциклопедия по истории купечества и коммерции Сибири. Том 2. Книга 1. Новосибирск, 1995. 180 с.
- Зиновьев В. П. и др. Краткая энциклопедия по истории купечества и коммерции Сибири. Том 2. Книга 2. Новосибирск, 1995. 190 с.
- Зиновьев В. П. и др. Краткая энциклопедия по истории купечества и коммерции Сибири. Том 3. Книга 1. Новосибирск, 1996. 184 с.
- Зиновьев В. П. и др. Краткая энциклопедия по истории купечества и коммерции Сибири. Том 3. Книга 2. Новосибирск, 1996. 138 с.
- Зиновьев В. П. и др. Краткая энциклопедия по истории купечества и коммерции Сибири. Том 3. Книга 3. Новосибирск, 1997. 152 с.
- Зиновьев В. П. и др. Краткая энциклопедия по истории купечества и коммерции Сибири. Том 4. Книга 1. Новосибирск, 1997. 180 с.
- Зиновьев В. П. и др. Краткая энциклопедия по истории купечества и коммерции Сибири. Том 4. Книга 2. Новосибирск, 1998. 160 с.
- Зиновьев В. П. и др. Краткая энциклопедия по истории купечества и коммерции Сибири. Том 4. Книга 3. Новосибирск, 1999. 160 с.
- Зиновьев В. П. и др. Энциклопедический словарь по истории купечества и коммерции Сибири. Том 1. Новосибирск, 2012. 450 с.
- Зиновьев В. П. и др. Энциклопедический словарь по истории купечества и коммерции Сибири. Том 2. Новосибирск, 2013. 464 с.
- Зиновьев В. П. и др. Общественно-политическая жизнь Сибири в конце XIX — начале XX вв. Энциклопедический словарь. Новосибирск, 2019. 398 с.

### Учебные пособия
- Зиновьев В. П. и др. История Сибири. Томск, 1987. 472 с.
- Зиновьев В. П. Становление индустриального общества в России. Методическое пособие. Томск, 1998. 26 с.
- Зиновьев В. П. Страны СНГ и Балтии. Томск, 2004. 296 с.
- Зиновьев В. П. и др. Мировые интеграционные процессы и международные организации. Новосибирск, 2006. 256 с.